# Полезелла
Полезелла (итал. Polesella, вен. Polsèla) — коммуна в Италии, располагается в провинции Ровиго области Венеция.
Население составляет 3962 человека, плотность населения составляет 247 чел./км². Занимает площадь 16 км². Почтовый индекс — 45038. Телефонный код — 0425.
В коммуне особо почитают Пресвятую Богородицу, празднование 7 октября.